# Генріх XXVII Ройсс-Герський
Генріх XXVII (нім. Heinrich XXVII.), (нар. 10 листопада 1858 — пом. 21 листопада 1928) — князь Ройсс-Герський та регент Ройсс-Грайцького князівства з молодшої гілки династії Ройсс. Син попереднього князя Ройсс-Ґери Генріха XIV та вюртемберзької принцеси Агнеси. Правив після свого батька у 1913—1918 роках до Листопадової революції. Генерал кінноти прусської армії (від 1911 року).
Голова молодшої гілки династії Ройсс у 1918—1928 роках.

## Біографія
Народився 10 листопада 1858 року у Гері. Став первістком в родині спадкоємного принца Ройсс-Герського князівства Генріха XIV та його першої дружини Агнеси Вюртемберзької, з'явившись на світ за дев'ять місяців після їхнього весілля. Мав молодшу сестру Єлизавету. Князівством в цей час правив їхній дід Генріх LXVII, дуже популярний серед народу, одружений з Адельгейдою Ройсс- Еберсдорфською, відомою, навпаки, своєю зверхністю та скупістю.
У 1859 році почалася реконструкція міського замку Остерштейн, який після її завершення у 1863 році, став новою резиденцією родини. У 1867 році батько став правлячим князем Ройсс-Гери.
Генріх XXVII навчався у Вітцумській гімназії в Дрездені. У 1879—1880 роках здобував освіту в університетах Бонну та Лейпцигу. Був членом студентського братства Corps Borussia Bonn. Після закінчення навчання вступив до лав прусського війська офіцером гусарського полку Лейб-гвардії. Згодом став капітаном і очолив ескадрон.

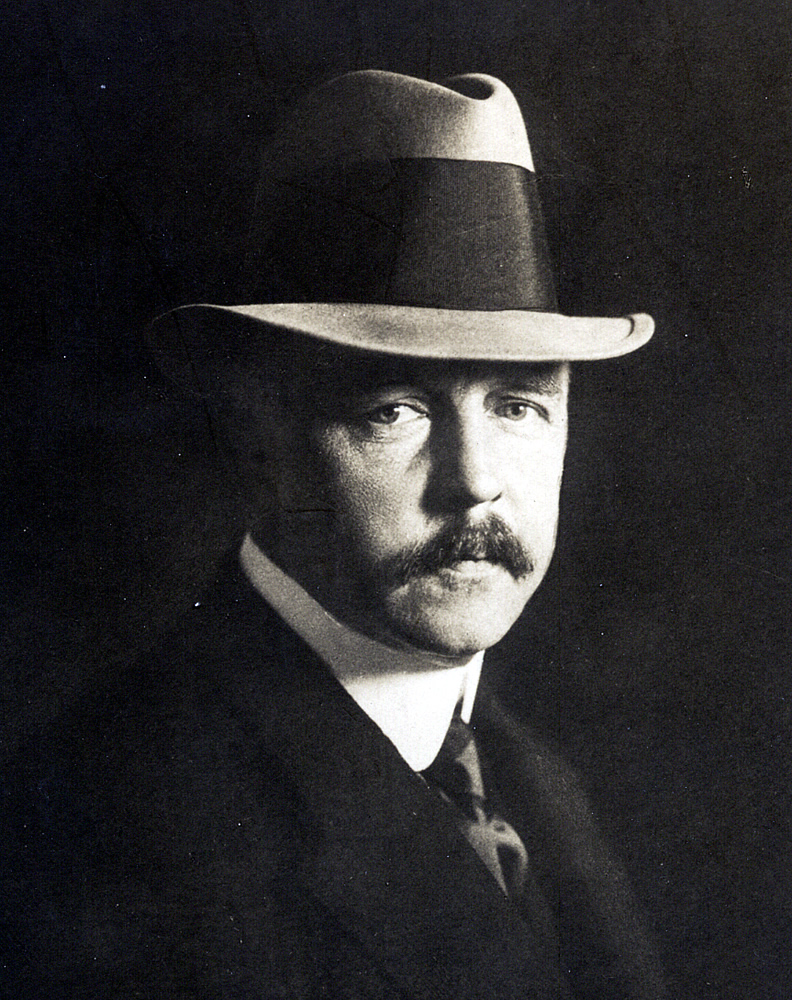
Світлина Генріха XXVII

У віці 26 років побрався із 20-річною принцесою Гогенлое-Лангенбурзькою Елізою, старшою донькою князя Германа. Весілля відбулося 11 листопада 1884 у Лангенбурзі. У пари народилося п'ятеро дітей.
18 жовтня 1891 року принц вийшов у відставку. 13 вересня 1911 отримав чин генерала кінноти.
Після смерті батька у березні 1913 року перейняв правління у князівстві Ройсс-Ґери, а також регентство у князівстві Ройсс-Ґряйц, оскільки тамтешній володар Генріх XXIV, його родич, був недієздатним.
Зрікся престолу 11 листопада 1918 року в ході Листопадової революції. Надалі продовжив мешкати із родиною у замку Остерштайн. Уряд нової держави досяг із ним згоди, присудивши колишньому князеві низку територій і кілька замків загальною вартістю 34 мільйони національних марок.
У 1927 році став також головою старшої гілки династії Ройсс після смерті у Ґряйці Генріха XXIV.
Пішов з життя у віці 70 років 21 листопада 1928. Княгиня пережила чоловіка на чотири місяці. Обоє поховані на родинному цвинтарі у парку Еберсдорфа. Скульптури їхньої усипальні спроектовані Ернстом Барлахом.

## Родина

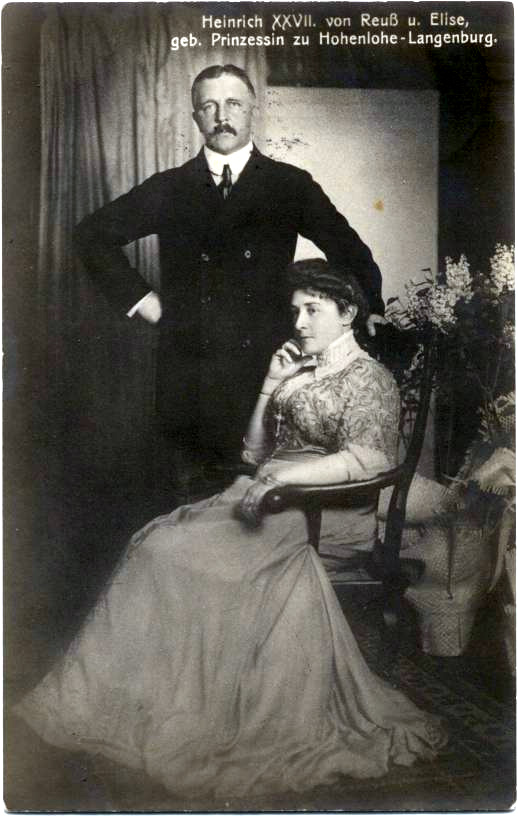
Світлина Генріха XXVII з дружиною, близько 1910 року

Дружина — Еліза Гогенлое-Лангенбурзька
Діти:
- Вікторія Феодора (1889—1918) — дружина принца Адольфа Фрідріха Мекленбурзького, померла після народження єдиної доньки;
- Луїза Адельгейда (1890—1951) — одружена не була, дітей не мала;
- Генріх XL (17 вересня—4 листопада 1891) — прожив півтора місяця;
- Генріх XLIII (1893—1912) — прожив 18 років, одруженим не був, дітей не мав;
- Генріх XLV (1895—1945?) — титулярний князь Ройсс-Гери від 1928 року, знік безвісти у серпні 1945, заарештований радянськими військовими, одруженим не був, дітей не мав.

## Нагороди
- Великий магістр ордену Почесного хреста (дім Ройсс);
- Орден Чорного орла (Прусське королівство);
- Великий хрест ордену Червоного орла (Королівство Пруссія);
- Великий хрест ордену Вендської корони (Мекленбурзький дім);
- Великий хрест ордену Рутової корони (Саксонське королівство);
- Великий хрест ордену Святого Генріха (Саксонське королівство);
- Великий хрест ордену Білого сокола (Велике герцогство Саксен-Веймар-Айзенаське);
- Великий хрест ордену Вюртемберзької корони (Вюртемберзьке королівство);
- Великий хрест ордену дому Саксен-Ернестіне;
- Залізний Хрест (Німеччина) I та II  класу.